# Egy elvált férfi ballépései
Az Egy elvált férfi ballépései (Starting Over) egy 1979-es amerikai romantikus filmvígjáték Alan J. Pakula rendezésében. A film alapjául az azonos című regény szolgált, amit Dan Wakefield írt. A főszerepben Burt Reynolds és Jill Clayburgh. A produkciót két Oscar-díjra és négy Golden Globe-díjra jelölték.

## Cselekmény
Phil és Marilyn kapcsolata érdekesen indul, mert Marilyn azt hiszi Philről, hogy molesztálni akarja és durván lerázza. Phil bátyjánál derül ki, hogy valójában csak ugyanabba a házba igyekeztek, mint vendégek. Marilyn visszautasítja Philt, mikor el akarja hívni vacsorázni, mert úgy gondolja, hogy egy hónapnyi szétköltözés a volt feleségtől túl korai egy új kapcsolatba kerüléshez.
Phil volt felesége, Jessica, zeneszerző és reménybeli énekesnő, habár a hangja hamis, de a számok, amiket ír, sikerrel halmozzák el. Jessica új életet akart kezdeni, ezért elvált Philtől, aki ezt nagyon nehezen dolgozza fel, és mindvégig abban bízik, hogy a nő visszajön hozzá. Mikor ez nem történik meg, bátyja javasolja, hogy lépjen be az elvált férfiak klubjába, és keressen új állást. Az élete mégis akkor változik nagyot, amikor megismeri Marilynt. Utóbb sikerül a nőt rávennie, hogy találkozzanak, de még mind a kettejüket kísérti a saját házasságuk zátonyra futása. 
Habár a románc kezdetét veszi kettejük között, a hálaadási vacsorán mégis barátként említi meg volt feleségének a telefonban, amire Marilyn nagyon megbántódik. Philnek sikerül kiengesztelnie azzal, felajánlja neki, hogy költözzön hozzá. A beköltözése napján azonban váratlanul felbukkan Jessica, aki vissza akarja csábítani Philt. Phil pánikrohamot kap, amikor rájön, hogy választania kell a két nő között. Jessicának sikerül egy időre visszahódítania Philt, de a férfinak hiányzik Marilyn. Annak ellenére, hogy megígérte Marilynnek, hogy nem keresi fel, újra a színre lép, hogy szerelmet valljon neki.

## Szereplők
| Színész            | Szerep                           | Magyar hangja             | Magyar hangja             |
| Színész            | Szerep                           | 1. magyar változat (1981) | 2. magyar változat (1999) |
| ------------------ | -------------------------------- | ------------------------- | ------------------------- |
| Burt Reynolds      | Phil Potter                      | Szilágyi Tibor            | Vass Gábor                |
| Jill Clayburgh     | Marilyn Holmberg                 | Andai Györgyi             | Kovács Nóra               |
| Candice Bergen     | Jessica Potter                   | Szegedi Erika             | Györgyi Anna              |
| Charles Durning    | Michael Potter                   | Györffy György            | Barbinek Péter            |
| Frances Sternhagen | Marva Potter                     | Földi Teri                | Hámori Ildikó             |
| Austin Pendleton   | Paul                             | Márton András             | Rosta Sándor              |
| Mary Kay Place     | Marie                            | Pálos Zsuzsa              | Simorjay Emese            |
| Wallace Shawn      | Barry                            | Harkányi Endre            | Imre István               |
| Alfie Wise         | férfi az elvált férjek klubjában | Józsa Imre                | Lux Ádám                  |
| Richard Whiting    | Everett                          | Képessy József            | Velenczey István          |
| Jay O. Sanders     | Larry                            | Kulka János               | Németh Gábor              |
| Ben Pesner         | Victor                           | Szokol Péter              | Lippai László             |
| MacIntyre Dixon    | Dan Ryan                         | Szatmári István           | n.a                       |

további magyar hangok: Czigány Judit, Földessy Margit, Szabó Ottó, Varga T. József és Mánya Zsófia

## Díjak és jelölések
| Díj               | Kategória                                                                    | Eredmény |
| ----------------- | ---------------------------------------------------------------------------- | -------- |
| Golden Globe-díj  | Legjobb női főszereplő (Jill Clayburgh)                                      | Jelölve  |
| Golden Globe-díj  | Legjobb férfi főszereplő (Burt Reynolds)                                     | Jelölve  |
| Golden Globe-díj  | Legjobb női mellékszereplő (Diane Ladd)                                      | Jelölve  |
| Golden Globe-díj  | Legjobb filmbetétdal: Better Than Ever (Carole Bayer Sager, Marvin Hamlisch) | Jelölve  |
| Oscar-díj         | Legjobb női főszereplő (Jill Clayburgh)                                      | Jelölve  |
| Oscar-díj         | Legjobb női mellékszereplő (Candice Bergen)                                  | Jelölve  |
| Writers Guild-díj | Legjobb adaptált forgatókönyv                                                | Jelölve  |